# (2245) Hekatostos
(2245) Hekatostos (1968 BC) – planetoida z pasa głównego asteroid okrążająca Słońce w ciągu 4,28 lat w średniej odległości 2,64 au. Odkryta 24 stycznia 1968 roku.